# 德意志意識形態

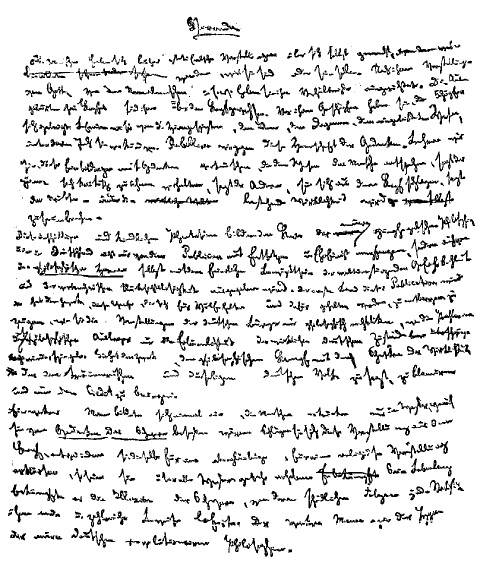
手稿的第一頁（馬克思寫的部分）。

《德意志意識形態》（德語：Die deutsche Ideologie）是一部哲學著作。是卡爾·馬克思和弗里德里希·恩格斯合著於1845年秋至1846年5月:17。著作在馬克思和恩格斯生前沒有出版，以手稿保存，沒有總標題:17。於1932年在莫斯科出版。在1847年，《德意志意識形態》的部分內容在《威斯特伐里亞汽船》雜誌8月和9月號發表過。在这部著作中，馬克思和恩格斯第一次系统地论述了唯物史观的基本原理。

## 写作背景
在《關於費爾巴哈的提綱》和《德意誌意識形態》之前，馬克思、恩格斯曾經多次批判過黑格爾和青年黑格爾派哲學，對費爾巴哈的哲學也進行過批評和保留，但總的來説，是對費爾巴哈做了過高的評價。在1844年《1844年經濟學哲學手稿》中，馬克思還稱讚費爾巴哈的《未來哲學原理》和《基督教的本質》等著作是“給社會主義提供哲學基礎”；直到《家族》一書中，也還存在“對費爾巴哈的迷信”和“熱烈的讚揚”。而在《關於費爾巴哈的提綱》和《德意誌意識形態》中，費爾巴哈則成了馬克思的批判對象。馬克思公開樹立起“新唯物主義”的旗幟，同一切舊哲學，包括費爾巴哈在內的一切舊唯物主義劃清了界限。馬克思説：“把我們從前的哲學信仰清算一下”，其中就包括費爾巴哈人本主義的影響。

## 簡介
內容闡述作者的唯物主義歷史觀、批判分析當代的費爾巴哈、鮑威爾及施蒂納的唯心主義歷史觀:31-35，批判民主社會主義或德國社會主義的各樣代表哲學觀點，表達對科學社會主義的認識。:40-68